# Turnstiles
| Recensione              | Giudizio     |
| ----------------------- | ------------ |
| AllMusic                | [ 4 ]        |
| Robert Christgau        | C+           |
| Sputnikmusic            | 4.5 (Superb) |
| Dizionario del Pop-Rock | [ 7 ]        |
| 24.000 dischi           | [ 8 ]        |

Turnstiles è il quarto album discografico in studio del cantautore statunitense Billy Joel, pubblicato nel maggio del 1976.

## Tracce

### LP
Lato A (AL 33848)
Testi e musiche di Billy Joel.
1. Say Goodbye to Hollywood – 4:36
2. Summer, Highland Falls – 3:17
3. All You Wanna Do Is Dance – 3:39
4. New York State of Mind – 6:00

Lato B (BL 33848)
Testi e musiche di Billy Joel.
1. James – 3:53
2. Prelude/Angry Young Man – 5:13
3. I've Loved These Days – 4:33
4. Miami 2017 (Seen the Lights Go Out on Broadway) – 5:28

## Musicisti
- Billy Joel - voce, tastiere
- Doug Stegmeyer - basso
- Liberty DeVitto - batteria
- Howie Emerson - chitarra elettrica, chitarra acustica
- Russell Javors - chitarra elettrica, chitarra acustica
- James Smith - chitarra acustica
- Mingo Lewis - percussioni (sovraincisione)
- Richard Cannata - sassofono (sovraincisione)

Note aggiuntive
- Billy Joel - produttore
- John Bradley - supervisore della produzione
- Album prodotto in associazione con Home Run
- Brian Ruggles - consulente registrazione basi musicali
- Registrazioni effettuate al Ultra-Sonic Studios di Hempstead, New York
- John Bradley - ingegnere delle registrazioni
- Parti orchestrali registrati al Columbia Recording Studios, 30th Street, New York
- Ken Ascher - arrangiamento parti orchestrali
- Lou Waxman - ingegnere nastri
- Don Puluse - ingegnere delle registrazioni
- Sovraincisioni effettuate al Caribou Recording Studios di Nederland, Colorado (Stati Uniti)
- Mixaggio effettuato al Caribou Recording Studios da Bruce Botnick
- Jo Buckley - coordinatore al progetto
- John Berg - design copertina album
- Jerry Abramowitz - foto copertina album[9]

## Classifica
Album
| Anno | Classifica    | Posizione raggiunta |
| ---- | ------------- | ------------------- |
| 1976 | Billboard 200 | 122                 |